# Marie-Louise Coleiro Preca
Marie-Louise Coleiro Preca, KUOM (Qormi, Malta, 7 de desembre de 1958) és una política maltesa i la 9ena Presidenta de Malta, entre el 4 d'abril de 2014 i el mateix dia de 2019. Anteriorment, com a membre del Partit Laborista, fou diputada en el Parlament de Malta de 1998 a 2014 i fou Ministra de la Família i Solidaritat Familiar entre l'11 de març de 2013 i el 29 de març de 2014.

## Vida primerenca i carrera
Nascuda a Qormi, Coleiro Preca va estudiar a la Universitat de Malta on va es graduar amb un BA en Estudis Legals i Humanístics (Estudis Internacionals) i un diploma com a notari públic.
Dins del Partit Laborista, Coleiro Preca va ser membre de l'Executiva Nacional, vice-secretari general, i secretari general. És l'unica dona que ha tingut un càrrec tan elevat en un partit polític maltès. A més d'aquests càrrecs, Coleiro Preca fou també membre de l'Oficina Nacional de Joventuts Socialistes (ara, Fòrum de Joventut Laborista), presidenta de la secció de Dones del Partit (1996-2001), membre fundadora de la Fundació Ġużè Ellul Mercer i editora del setmanari del Partit Il-Ħelsien (ara desapareguda).
Va ser diputada en el Parlament maltès de 1998 a 2014. A les eleccions generals fou el primer diputat a ser elegit. Com a diputada de l'Oposició, Coleiro Preca va fer de ministre en l'ombra pe Política Social i, a partir de 1998, fou membre del Comitè Permanent del Parlament per al Afers Socials.
Després que Alfred Sant dimitís com a líder del Partit Laborista el 2008, Coleiro Preca va disputar, sense èxit, el lideratge en l'elecció.

## Presidència
L'1 de març de 2014, Coleiro Preca va acceptar el nomenament per ser Presidenta. El seu predecessor fou George Abela, i va jurar el càrrec el de presidenta el 4 d'abril de 2014. Coleiro Preca és la persona més jove que accedeix al càrrec de president. Va jurar el càrrec als 55 anys, i és la segona dona que ostenta el càrrec, després d'Agatha Barbara.
El 2014 Coleiro Preca va anunciar la creació de la Fundació del President per al Benestar de la Societat, una entitat no lucrativa de caràcter consultiu i de recerca que aconsella el president de Malta en iniciatives per contribuir a la millora de la inclusió social i dels nivells de vida.

## Honors

### Títols acadèmics honorífics
- Catedràtica honorífica de Polítiques i Estudis Internacionals, Universitat de Warwick, 2015[10]

### Distincions nacionals
- Malta: Companya d'Honor de l'Ordre Nacional de Merit, en tant que presidenta de Malta [11]

### Distincions internacionals
- : Dama Gran Creu de l'Orde de St Michael i St George[12]

El setembre de 2016, la presidenta Coleiro Preca va rebre el premi 'Agent de Canvia' que confereix Dones d'ONU, en reconeixement de la seva feina com una campiona de la igualtat de gènere i l'empoderament de les dones a la regió mediterrània. La directora executiva de Dones d'ONU Lakshmi Puri ha descrit Coleiro Preca com "una autèntica campiona per a la igualtat de gènere no només a Malta però a la Commonwealth".

### Amfitriona
Va acollir la Reina Elizabeth II a la Reunió de Caps de govern de la Commonwealth, el 2015.